# Bajerovce
Bajerovce jsou obec na Slovensku v okrese Sabinov. První písemná zmínka o obci pochází z roku 1366.

## Galerie

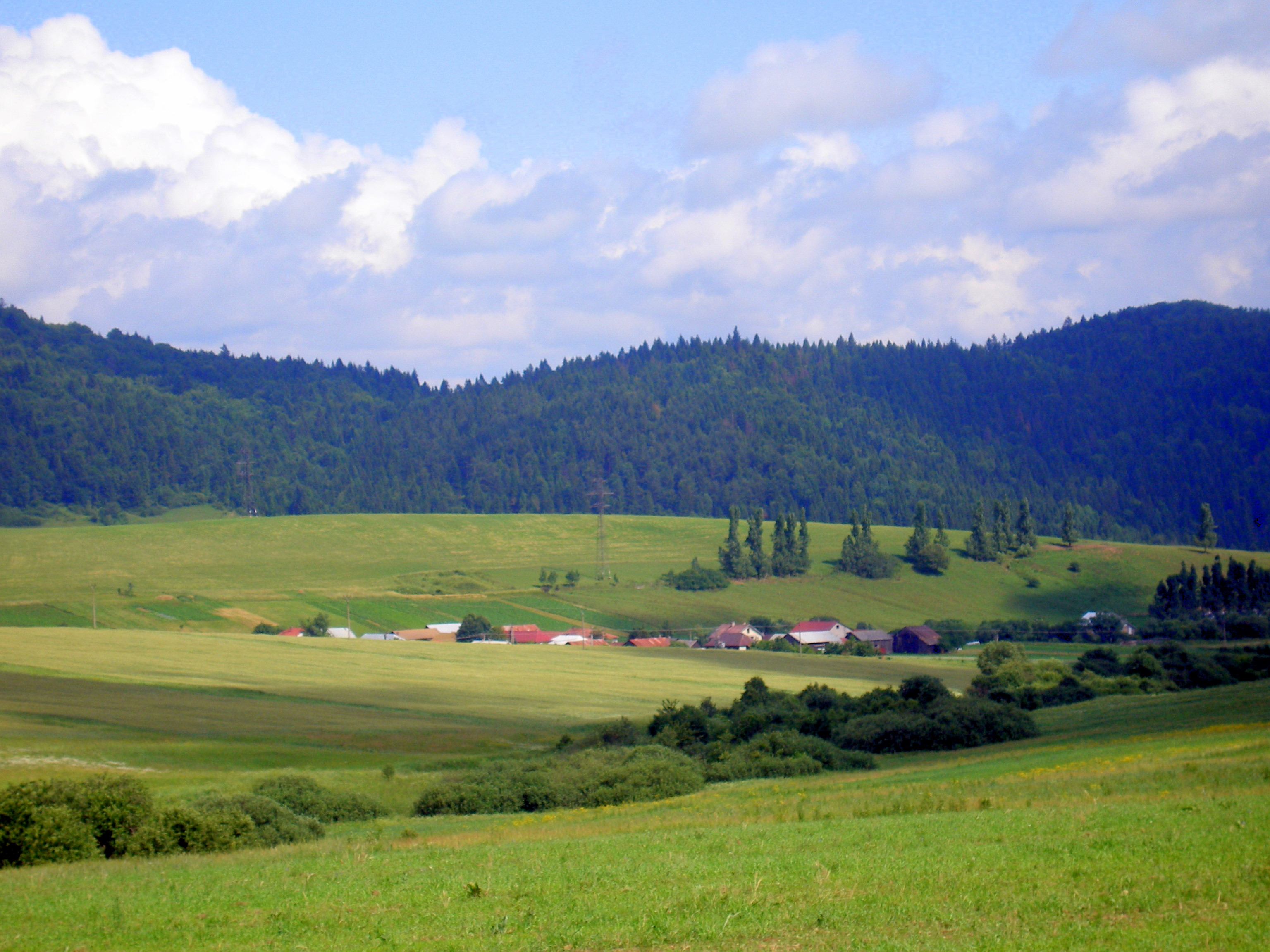
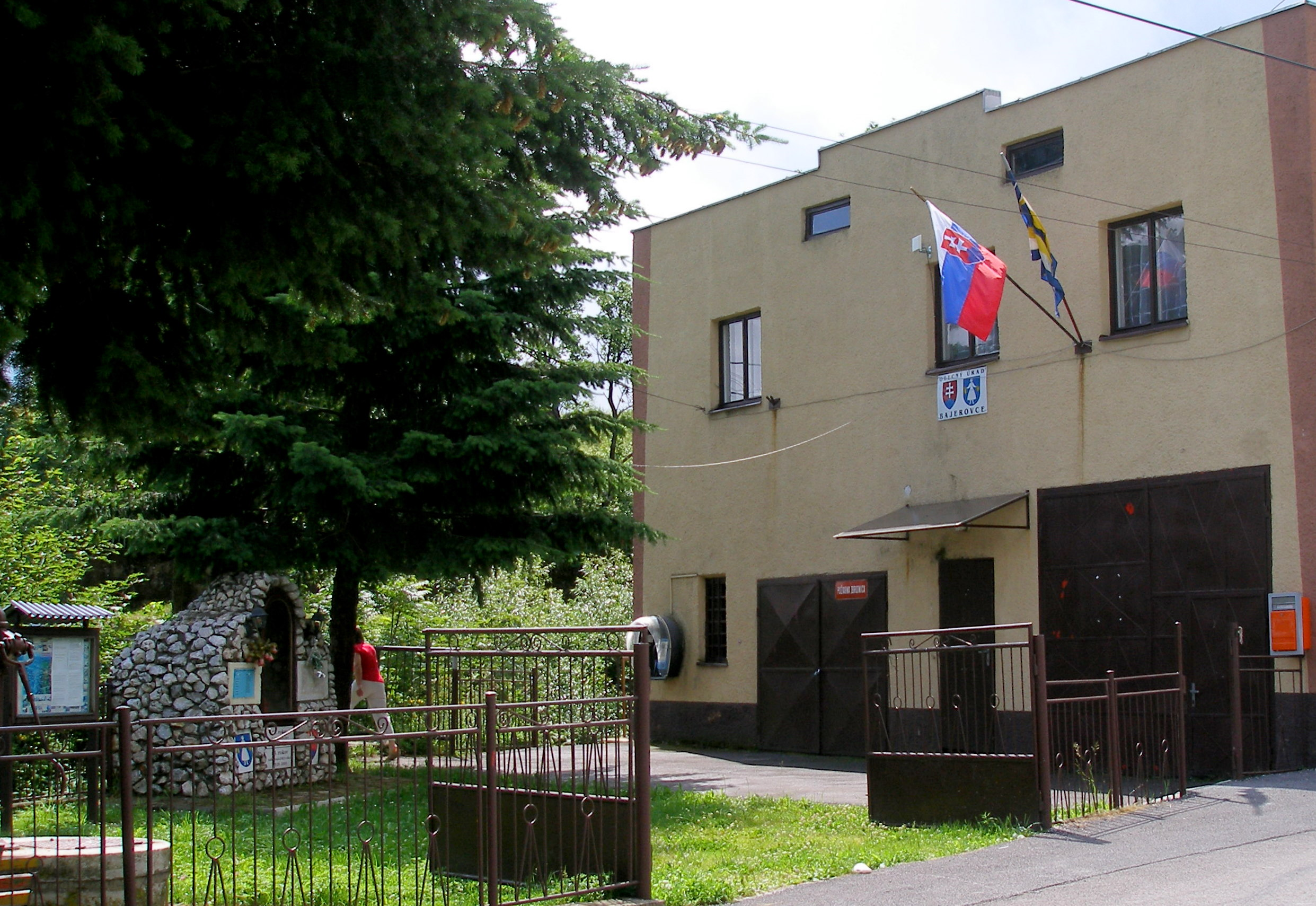
Obecní úřad v Bajerovcích
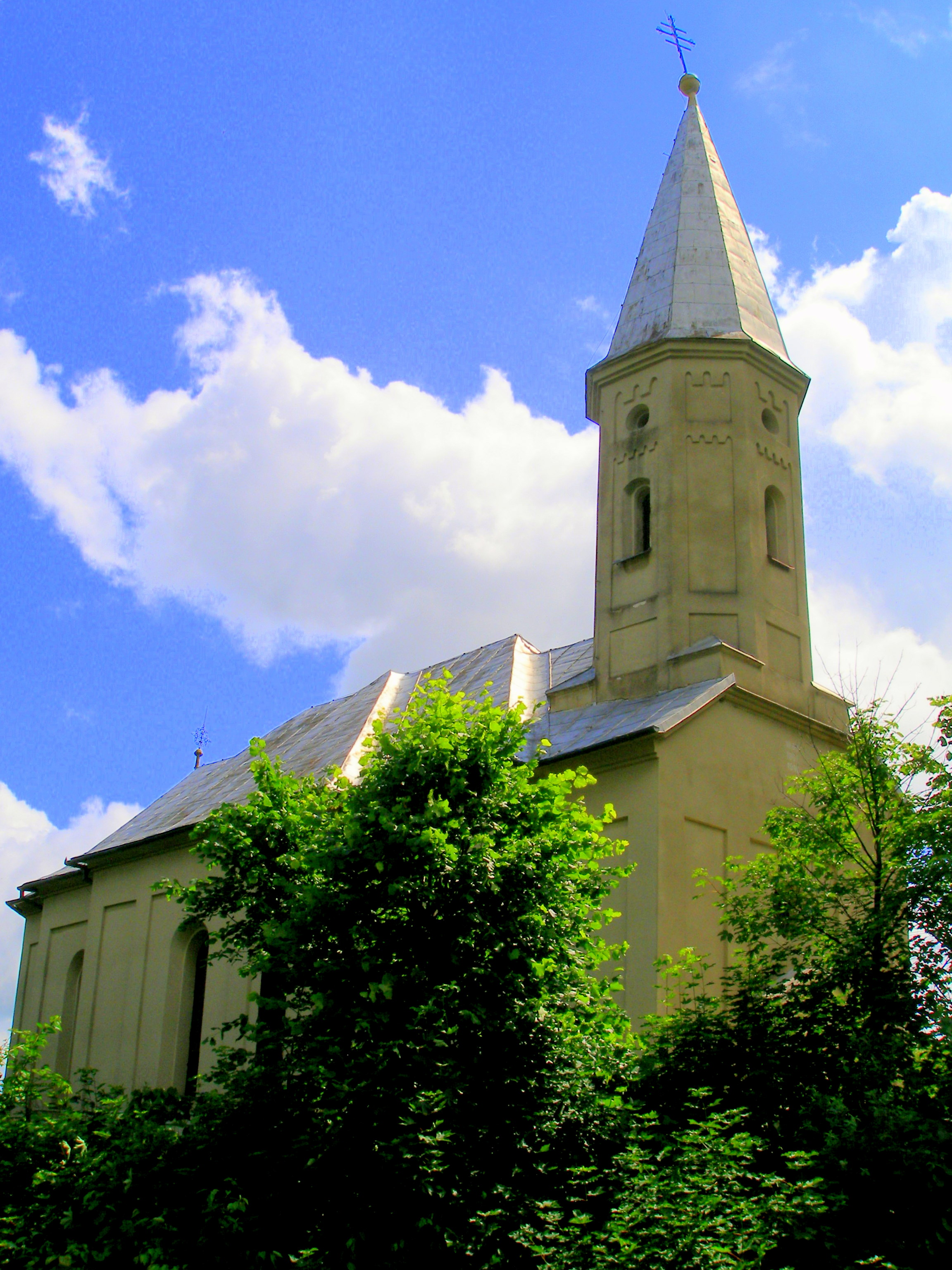
Kostel
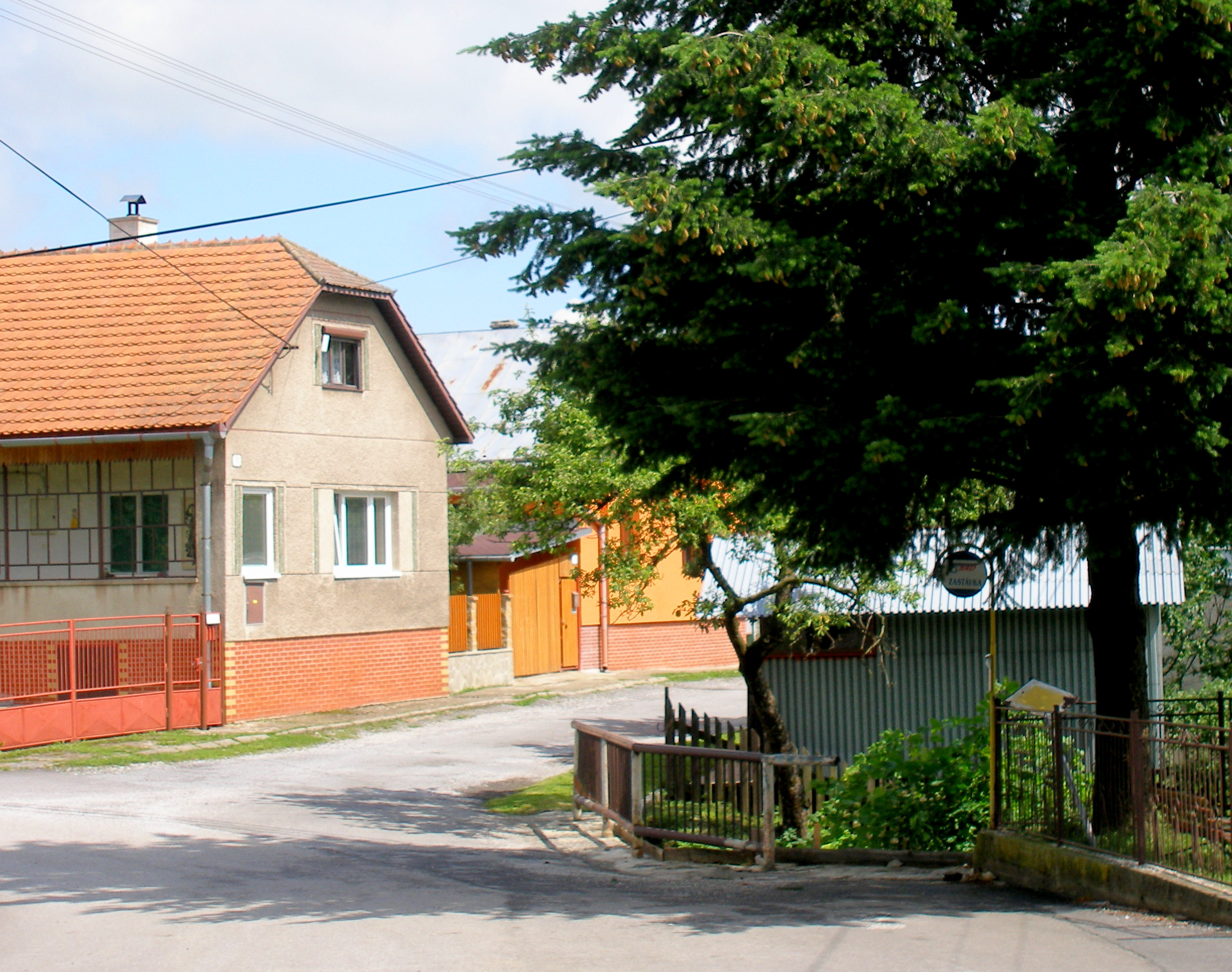